# Parafia Matki Bożej Ostrobramskiej w Olsztynie
Parafia Matki Bożej Ostrobramskiej w Olsztynie – rzymskokatolicka parafia w Olsztynie, należąca do archidiecezji warmińskiej i dekanatu Olsztyn I – Śródmieście. Została utworzona 3 maja 1991. Kościół parafialny mieści się przy ulicy Pana Tadeusza. Parafię prowadzą ojcowie Kapucyni.